# Kiril Petkov
Kiril Petkov Petkov (em búlgaro:  Кирил Петков Петков; Plovdiv, 17 de abril de 1980) é um político búlgaro, economista e empreendedor, primeiro-ministro da Bulgária de 13 de dezembro de 2021 até 2 de agosto de 2022. Petkov é co-líder do Prodalzhavame Promyanata, um partido político fundado junto com Asen Vasilev.
Petkov foi eleito primeiro-ministro em 13 de dezembro de 2021, com 134 votos a favor e 104 contra, e seu governo foi nomeado no mesmo dia pelo Presidente Rumen Radev.